# Azmarin
Azmarin (arab. عزمارين) – miejscowość w Syrii, w muhafazie Idlib. W 2004 roku liczyła 3720 mieszkańców.